# 無鱗咽足鳚
無鱗咽足鳚，為輻鰭魚綱鱸形目绵鳚亞目绵鳚科的其中一種，分布於東太平洋區，包括夏洛特皇后群島、加拿大卑詩省、美國西岸、墨西哥加利福尼亞灣等海域，屬深海底棲性魚類，棲息深度在水深1000至2904公尺，體長可達16公分。